# Excorallana stebbingi
Excorallana stebbingi is een pissebed uit de familie Corallanidae. De wetenschappelijke naam van de soort is voor het eerst geldig gepubliceerd in 1976 door Lemos de Castro & Lima.